# Julius Finger

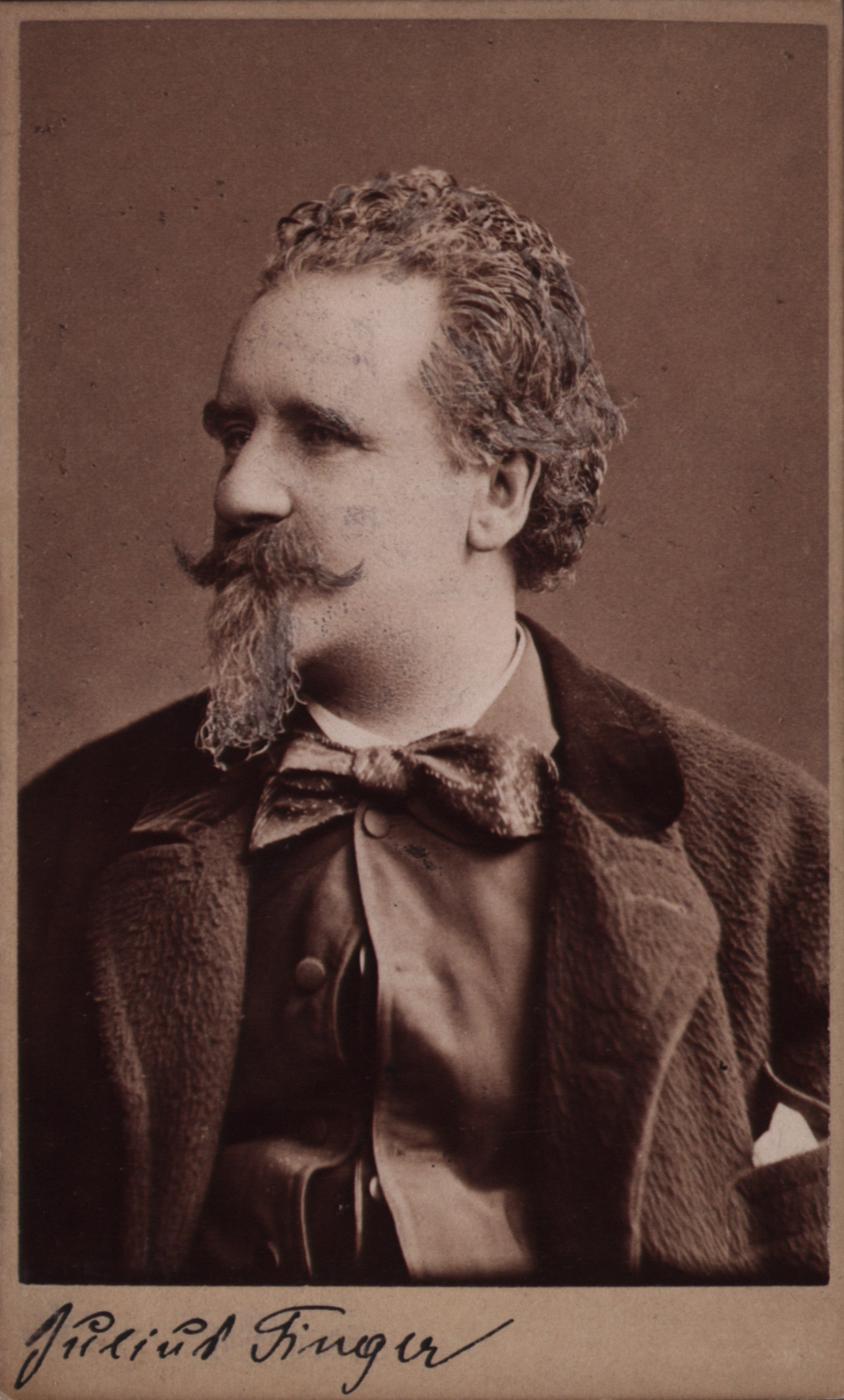
Julius Finger

Julius Finger (* 30. Juni 1826 in Wien; † 19. Dezember 1894 in Millstatt) war ein österreichischer Ornithologe.

## Leben
Julius Finger, 1826 in Wien geboren, trat nach dem Besuch des Gymnasiums in die I. Österreichische Sparcasse ein, in der er bis 1887 als erster Buchhalter beschäftigt war. Daneben wirkte er als Ornithologe und übergab 1876 seine Vogelsammlung dem Wiener Naturhistorischen Museum. Fingers wertvollste Abhandlungen sind Beiträge über die Vogelwelt des Neusiedler Sees und der Adria.
Julius Finger starb 1894 im Alter von 68 Jahren in Millstatt.

## Schriften
- Ornis Austriaca. In: Verhandlungen der Zoologisch-Botanischen Gesellschaft. Band 7, 1857.